# LIHG-Meisterschaft 1912

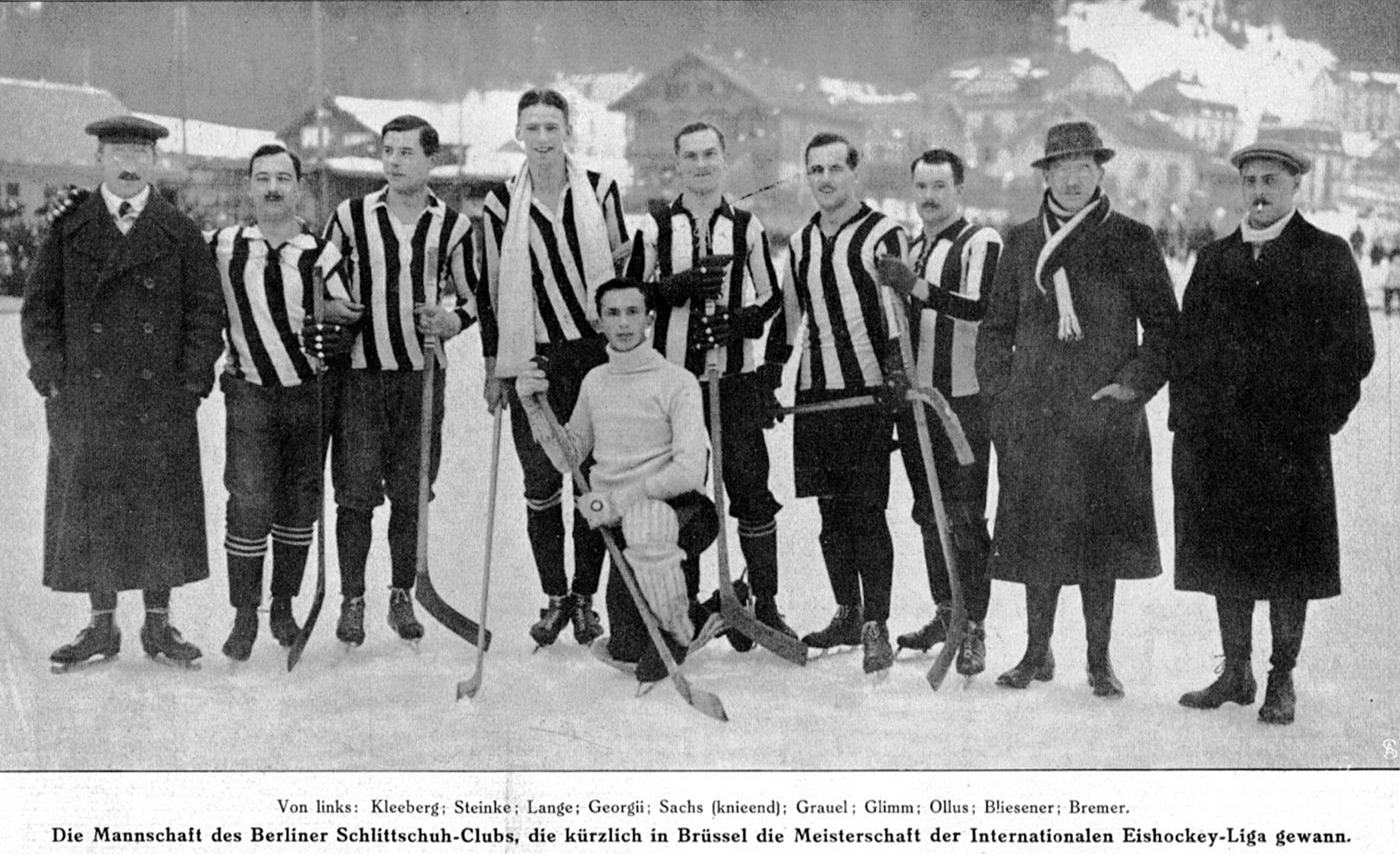
Die siegreiche Mannschaft des Berliner Schlittschuhclubs, 1912

Die erste LIHG-Meisterschaft fand vom 20. bis 24. März 1912 in Brüssel, Belgien statt. Deutschland, vertreten durch den Berliner Schlittschuhclub – verstärkt durch zwei Spieler des SC Charlottenburg – gewann das Turnier mit einer Bilanz von 4 Siegen aus ebenso vielen Spielen.
Belgien wurde durch den Brussels Royal IHSC vertreten, Frankreich durch den Club des Patineurs de Paris. Nur die Schweiz trat mit einer Nationalauswahl an. Die Oxford Canadians, eine Mannschaft kanadischer Studenten an der englischen Universität Oxford wurden als Vertretung Kanadas bezeichnet. Im Gegensatz zur Europameisterschaft durften die Mannschaften auch ausländische Spieler einsetzen. In der Presse wurde das Turnier allgemein als Weltmeisterschaft bezeichnet.
Parallel zum Turnier fand der jährliche Kongress der LIHG statt. Auf diesem wurde die Annullierung der Austragung der Europameisterschaft 1912 beschlossen.

## Turnier

### Spiele
| 20. März 1912 | Oxford Canadians | 7:3 (4:0, 3:3) | Schweiz | Brüssel |

| 21. März 1912 | Belgien | 6:1 (1:0, 5:1) | Schweiz | Brüssel |

| 21. März 1912 | Deutsches Reich | 9:8 (4:5, 5:3) | Oxford Canadians | Brüssel |

| 22. März 1912 | Belgien | 4:8 (3:3, 1:5) | Deutsches Reich | Brüssel |

| 22. März 1912 | Oxford Canadians | 17:1 (5:0, 12:1) | Frankreich | Brüssel |

| 23. März 1912 | Deutsches Reich | 11:3 (5:1, 6:2) | Schweiz | Brüssel |

| 23. März 1912 | Belgien | 5:5 (1:1, 4:4) | Oxford Canadians | Brüssel |

| 23. März 1912 | Deutsches Reich | 3:0 (3:0, 0:0) | Frankreich | Brüssel |

| 24. März 1912 | Frankreich | 8:1 (5:0, 3:1) | Schweiz | Brüssel |

| 24. März 1912 | Belgien | 5:3 (1:1, 4:2) | Frankreich | Brüssel |

### Abschlusstabelle
|    |                           | Sp | S | U | N | Tore  | Punkte |
| -- | ------------------------- | -- | - | - | - | ----- | ------ |
| 1. | Deutschland (Berliner SC) | 4  | 4 | 0 | 0 | 31:15 | 8:0    |
| 2. | Oxford Canadians (Kanada) | 4  | 2 | 1 | 1 | 37:18 | 5:3    |
| 3. | Belgien (Brüssels ISHC)   | 4  | 2 | 1 | 1 | 20:17 | 5:3    |
| 4. | Frankreich (CdP Paris)    | 4  | 1 | 0 | 3 | 12:26 | 2:6    |
| 5. | Schweiz                   | 4  | 0 | 0 | 4 | 08:32 | 0:8    |

## Mannschaftskader
| Deutschland      | Feldspieler: Hans Georgii, Charles Hartley, Franz Lange, Paul Martin (SC Charlottenburg), Johan Ollus, Walter Sachs, Alfred Steinke Torhüter: Erich Hohndorf (SC Charlottenburg)                  |
| Oxford Canadians | Feldspieler: Robert Tait |
| Frankreich       | Feldspieler: Paul Anspach, Andre Brasseur, Pierre Charpentier, Alfred de Rauch, Robert Lacroix, Louis Magnus, Henry Masson, Raymond Mezieres Torhüter: Maurice del Valle                          |
| Belgien          | Feldspieler: Etienne Coupez, Fernand De Blommaert, Maurice Deprez, Paul Goeminne, Aemilius Jarvis, William Jarvis, Leopold Siersack, Henri Van den Bulcke Torhüter: Roger Van der Straten-Ponthoz |
| Schweiz          | Feldspieler: Andre Berdez, Bernard Bossi, Fernand De Smeth, Léon Goossens, Max Holsboer, Paul Loicq, Max Sillig, Walter Stoos, B. Tuck Torhüter: G. Dressler, Francois Vergult                    |